# Handbook of Australian, New Zealand and Antarctic Birds
Handbook of Australian, New Zealand and Antarctic Birds (w skrócie HANZAB) – opracowanie naukowe, które zawiera informacje na temat ptaków zamieszkujących region Australii, Nowej Zelandii, Antarktydy oraz Oceanu Południowego. W opracowaniu zostało opisanych 957 gatunków ptaków.
HANZAB jest największym projektem w historii Royal Australasian Ornithologists Union, który był opracowywany przez 20 lat, a opublikowany został przez Oxford University Press w siedmiu tomach, które ukazały się między 1990 a 2006.

## Tomy
1. Stephen Marchant & Peter J. Higgins (red.) Handbook of Australian, New Zealand and Antarctic Birds. Volume 1: Ratites to Ducks (wyd. 1990, składa się z dwóch części)
2. Stephen Marchant & Peter J. Higgins (red.) Handbook of Australian, New Zealand and Antarctic Birds. Volume 2: Raptors to Lapwings (wyd. 1993)
3. Peter J. Higgins & S.J.J.F. Davies (red.) Handbook of Australian, New Zealand and Antarctic Birds. Volume 3: Snipe to Pigeons (wyd. 1996)
4. Peter J. Higgins (red.) Handbook of Australian, New Zealand and Antarctic Birds. Volume 4: Parrots to Dollarbird (wyd. 1999)
5. Peter J. Higgins, J.M. Peter & W.K. Steele (red.) Handbook of Australian, New Zealand and Antarctic Birds. Volume 5: Tyrant-flycatchers to Chats (wyd. 2001)
6. Peter J. Higgins & J.M. Peter (red.) Handbook of Australian, New Zealand and Antarctic Birds. Volume 6: Pardalotes to Shrike-thrushes (wyd. 2002)
7. Peter J. Higgins, J.M. Peter & S.J. Cowling (red.) Handbook of Australian, New Zealand and Antarctic Birds. Volume 7: Boatbill to Starlings (wyd. 2006, składa się z dwóch części)